# Jørgen-Frantz Jacobsen
Jørgen-Frantz Jacobsen (Tórshavn, 29 november 1900 — Vejlefjord, 24 maart 1938) was een Faeröers schrijver, die vooral herinnerd wordt om zijn liefdesroman Barbara, geschreven in het Deens.
Jørgen-Frantz Jacobsen behaalde de graad van cand. mag. in geschiedenis en Frans aan de Universiteit van Kopenhagen. Hij had een sterke interesse in de noordse geschiedenis en schreef als journalist (onder andere voor Politiken) diverse artikelen en verhandelingen, alsook twee boeken, over de historische betrekkingen tussen de Faeröer, Denemarken en de noordse landen.
Op zijn 21ste kreeg hij tuberculose, waarna hij lange periodes in sanatoria moest doorbrengen. In 1934 begon hij aan Barbara te schrijven, zijn groots opgezette roman die los gebaseerd is op het verhaal van de 18de-eeuwse Beinta Broberg, de weduwe van twee Faeröerse dominees. In werkelijkheid baseerde hij het personage echter op zijn nicht Estrid Bannister, op wie hij hopeloos verliefd was. De historische Beinta Broberg, die Illa Beinta (‘de boosaardige Beinta’) genoemd werd, had weinig te maken met het hoofdpersonage uit zijn roman. In Jacobsens boek is Barbara een naïeve, levenslustige en doodeerlijke vrouw die overal zeer impulsief op reageert; de legende van Beinta Broberg fungeert hier louter als een raamwerk voor Jacobsens liefdesgeschiedenis.
Jacobsen voerde een uitgebreide briefwisseling met zijn vriend en verwant, de schrijver William Heinesen. Onder de titel Det dyrebare liv (‘het kostbare leven’) publiceerde Heinesen anno 1958 een selectie uit Jacobsens brieven die aan hem gericht waren. Jacobsen heeft Barbara nooit voltooid, maar het boek werd meteen na de publicatie in 1939 een succes. Er volgden vertalingen in diverse andere talen, en in 1961 verfilmde de Universum Film AG de roman, zij het in een redelijk vrije bewerking. Nils Malmros verfilmde het boek een tweede maal in 1997.

## Werken (selectie)
- 1927 – Danmark og Færøerne (essay)
- 1936 – Færøerne, natur og folk (essay)
- 1939 – Barbara (roman)
  - 1940 – in het Noors, Zweeds en Nederlands
  - 1941 – in het Fins, IJslands (Far, veröld, Þinn veg), Frans en Italiaans
  - 1943 – in het Engels
  - 1944 – in het Spaans (Un amor)
  - 1947 – in het Sloveens (Barbora)
  - 1950 – in het Duits (Barbara und die Männer)
  - 1964 – in het Groenlands
  - 1967 – in het Pools
  - 1972 – in het Faeröers (Barba og harra Pál, vertaald door Christian Matras)
  - 1974 – in het Estisch
- 1941 – Den yderste kyst (essay)
  - 1965 – in het Duits (Die letzte Küste, vertaald door Esther Bierberg)
  - 1965 – in het Engels (The farthest shore, vertaald door Reginald Spink)
- 1943 – Nordiske kronikker (essay)
- 1958 – Det dyrebare liv (brieven)

- Bibliothèque nationale de France: cb122235578 (data)
- Catàleg d'autoritats de noms i títols de Catalunya: 981058521901706706
- Gemeinsame Normdatei: 120666944
- International Standard Name Identifier: 0000 0001 0864 7026
- Library of Congress Control Number: n84054848
- Nationale Bibliotheek van Letland: 000027063
- Nationale Bibliotheek van Tsjechië: xx0010387
- Nationale Bibliotheek van Israël: 987007436350905171
- Nederlandse Thesaurus van Auteursnamen: 072383453
- Système universitaire de documentation: 030915163
- Trove: 1241090
- Virtual International Authority File: 4982263
- WorldCat: E39PBJqQy8tfdwJdTQJbJghT73